# The Christian (film 1913)
The Christian è un cortometraggio muto del 1913 diretto da George Loane Tucker. Il film fu prodotto dalla Kalem Company e interpretato da Alice Joyce e da Tom Moore.
Nel 1915, il regista avrebbe girato un altro The Christian, basato su un romanzo di Hall Caine.

## Trama
Christian, un operaio, riceve una lettera dalla madre morente che gli lascia una sorta di testamento spirituale in cui gli chiede di essere misericordioso con i poveri e i deboli. Il giovane lascia la sua stanza e si avvia per la strada. Lungo la via, incontra Esther, una ragazza la cui figura tragica lo fa fermare. La giovane gli racconta la sua triste storia e lui decide di aiutarla. La porta a casa sua e mentre lei riposa, lui si mette davanti alla porta per proteggere il suo sonno. La mattina vengono cacciati dalla casa. Vagano per la campagna finché non trovano un contadino che li ospita. Restano presso di lui, lavorando nei campi e comportandosi come fratello e sorella. Christian si rende conto di essersi innamorato di Esther, ma dalla città arriva, ferito, Worldly. L'uomo viene curato da Esther e l'amore li coinvolge. Worldly guarisce e sposa Esther. Quando la coppia se ne va, Christian resta stancamente solo. Il contadino e sua moglie lo seguono ed entrano nella stanza dove Christian sta seduto con la testa appoggiata sul braccio, la lettera della madre in mano. I due cercano di rialzarlo, ma Christian ormai è morto.

## Produzione
Il film fu prodotto dalla Kalem Company.

## Distribuzione
Venne distribuito nelle sale dalla General Film Company il 1º settembre 1913.